# جيان فاغنر
جيان فاغنر (بالفرنسية: Jean Wagner)‏ (3 ديسمبر 1969 - ) هو لاعب كرة قدم لوكسمبورغي يلعب كمدافع.

## مسيرته الكروية
لعب جيان فاغنر خلال مسيرته الاحترافية مع ناديين في واحد وعشرون موسمًا وسجل خلالها 24 هدفًا ضمن 362 مباراة. حيث فاز في أربعة مواسم بالكأس وفي ستة مواسم بالدوري.
خاض جيان فاغنر مسيرته مع نادي جونيس إيتش في موسم 1989–90 ليلعب معه ستة عشر موسمًا، مشاركًا في 293 مباراة سجل خلالها 21 هدفًا. ثم انتقل إلى نادي ديفردانج 03 في موسم 2005–06 ليلعب معه خمسة مواسم، حيث شارك في 69 مباراة سجل خلالها 3 أهداف.

## روابط خارجية
- جيان فاغنر على موقع الاتحاد الدولي (مؤرشف)  (الإنجليزية)
- جيان فاغنر على موقع قاعدة بيانات كرة القدم.إي يو (الإنجليزية)
- جيان فاغنر على موقع ناشيونال فوتبول تيمز (الإنجليزية)